# Тубкаль
Тубка́ль, или Джебель-Тубкаль (араб. جبل توبقال‎, фр. Toubkal/Jbel Toubkal) — самая высокая гора Атласских гор и Марокко, расположена на северо-западе Африки. Насчитывает 4167 м (4165 м) и является наивысшей точкой Марокко. Расположена около 60 км к югу от города Марракеш в одноимённом национальном парке.
Гора расположена среди изрезанного ущельями скалистого ландшафта, в котором выделяются и другие похожие и весьма высокие вершины. Зимой на Тубкале лежит снег и он становится центром горнолыжного спорта, однако к лету снег полностью тает.
Для горы такой высоты на Тубкаль относительно несложно взойти, по крайней мере в летние месяцы. Среди альпинистов он считается горой, на которой можно особенно хорошо испытать разреженный воздух подобных высот. Кроме того, с Тубкаля открывается захватывающая панорама окружающей местности. При хорошей погоде вдали можно увидеть даже начало песков пустыни Сахара.